# 勝信
勝信（かつのぶ、1986年12月19日 - ） は、日本の元俳優でタレントの男性。荒磯親方の若嶋津六夫と元歌手の高田みづえ夫妻の長男で、妹はタレントで女優のアイリ。
芸能事務所テイクオフ (TAKE OFF) に所属して活動した。

## 概要
1986年12月19日生まれ、千葉県出身。俳優としてテレビドラマ、映画、舞台などで活動した。身長185センチメートル。
2011年に、テレビドラマ『幸せになろうよ』（フジテレビ）でデビューして『華和家の四姉妹』(TBSテレビ) に出演した。2013年に、漫画『タイガーマスク』実写映画、Vシネマ『新・喧嘩の花道』、漫画『彼岸島』のテレビドラマなどに出演した。
2014年に、漫画『帝一の國』舞台化作品「學蘭歌劇 帝一の國」と宅間孝行の「TAKUMA FESTIVAL JAPAN」舞台公演「夕 -ゆう-」に出演した。
現在は、通信教育サービス業のRISU Japanで営業・マーケティングチームリーダーとして勤務する。

## 出演

### テレビドラマ
- 幸せになろうよ（フジテレビ、2011年4月18日 - 6月27日）- 板倉新司役
- 華和家の四姉妹（TBS、2011年7月10日 - 9月18日）- 吉安コージ役
- 息もできない夏（フジテレビ、2012年7月10日 - 9月18日）- 筒井宗太郎役
- 幽かな彼女（関西テレビ、2012年5月28日）- 第8話ゲスト・京塚遼一役
- 高梨さん（NHK Eテレ、2013年6月3日）- 第10話「運命の人?」ゲスト
- 彼岸島（毎日放送、2013年10月24日 - 12月26日）- 加藤役
- LEADERS リーダーズ（TBS、2014年3月22日 - 3月23日）- 藤城貢役

### 映画
- 武蔵野線の姉妹（2012年11月17日公開）- ナンシー役
- タイガーマスク（2013年11月9日公開、実写映画版）- ジョー役
- ハニー・フラッパーズ（2014年9月13日公開）

### DVD
- 新・喧嘩の花道（2013年、監督：石川均）- Vシネマ初出演[1]

### 舞台
- 學蘭歌劇 帝一の國（2014年4月18日 - 5月6日、パルコ劇場）- 草壁哲也役[1]
- 夕 -ゆう-（2014年7月3日 - 9月4日、TAKUMA FESTIVAL JAPAN）[1]